# زیگفرید ۱۱۰۶۶
سیارک ۱۱۰۶۶ (به انگلیسی: 11066 Sigurd، نامگذاری:1992CC1) یازده هزار و شصت و ششمین سیارک کشف شده‌است که در ۹ فوریه ۱۹۹۲ کشف شد.
قدر مطلق سیارک برابر ۱۵٫۲۰ است.